# بی‌ای‌سی یک-یازده

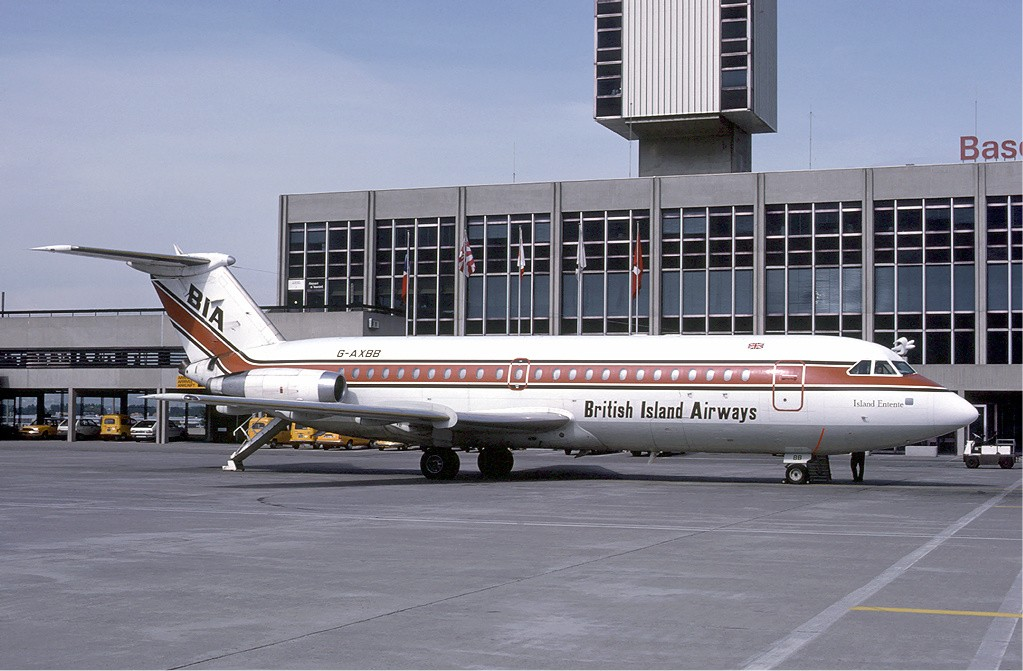
BAC One-Eleven

BAC یک-یازده BAe (BAC) One-Eleven یک هواپیمای مسافربری متوسط ساخته کشور پادشاهی متحده است. نخستین پرواز آن در ۲۰ اوت ۱۹۶۳ انجام شد و دو سال بعد کاربرد تجاری یافت. این هواپیما تا سال ۱۹۸۲ در انگلیس تولید می‌شد. با فروش امتیاز آن به رومانی، تولید اینگونه هواپیماها تا هفت سال در کشور رومانی انجام می‌گرفت و نهایتاً در سال ۱۹۸۹ خط تولید آن متوقف شد.